# Kéri Kálmán

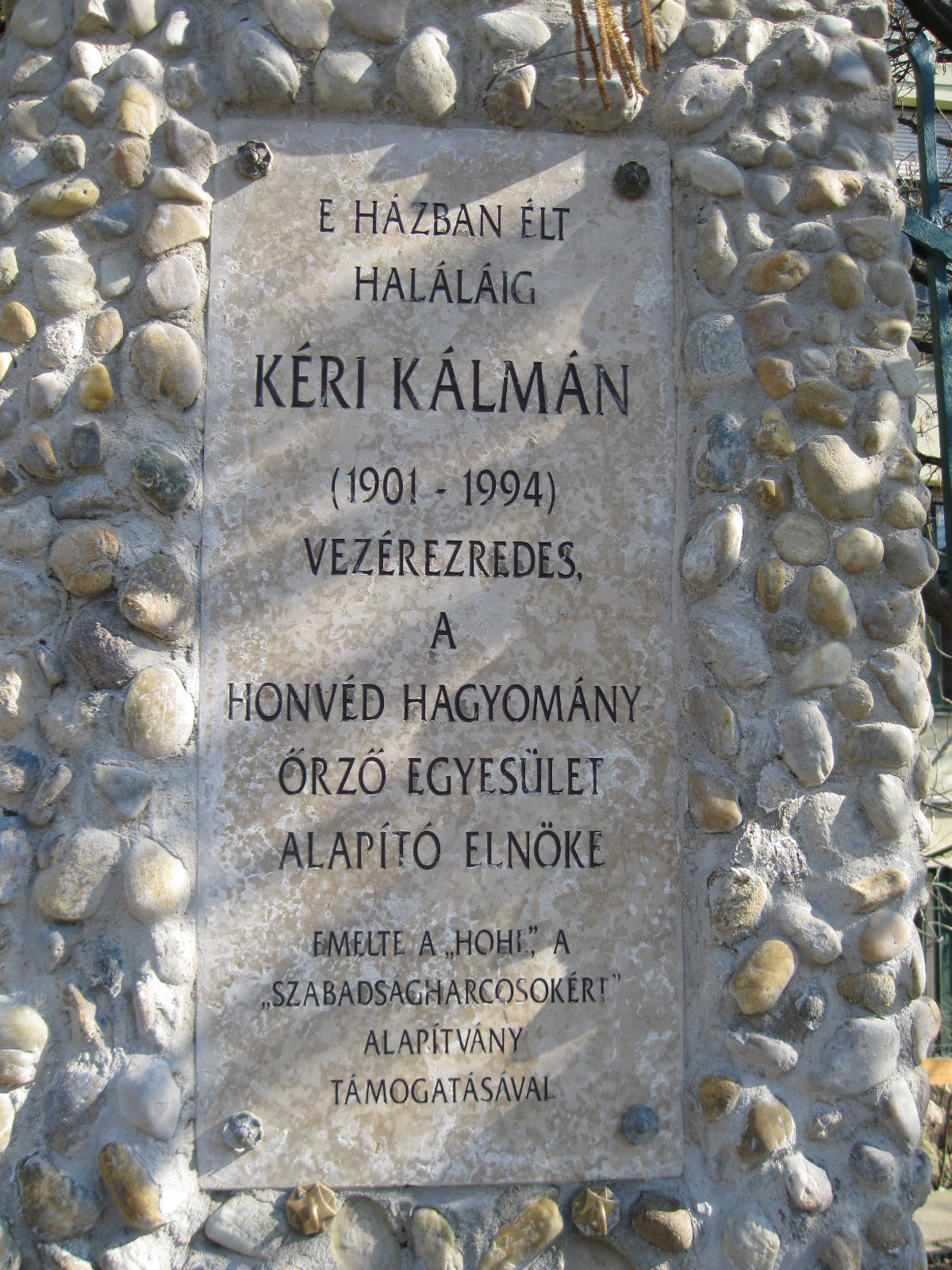
Emléktáblája egykori lakóhelyén (II. ker., Érmelléki utca 9.)

Kéri Kálmán (Igló, 1901. június 25. – Budapest, 1994. május 26.) magyar vezérezredes, politikus, 1990-től haláláig az Országgyűlés korelnöke.

## Fiatalkora
Az első világháború idején lépett be a Honvédség kötelékébe, majd szolgált IV. Károly magyar király és az I. Magyar Köztársaság alatt is. A Magyarországi Tanácsköztársaság idején Stromfeld Aurél, a Ludovika Akadémia akkor parancsnokának parancsára beállt a Vörös Hadseregbe, majd behívták a Ludovika Akadémiára. 1921-ben tüzértiszt lett, azután a vezérkarban teljesített szolgálatot.

## Katonai pályafutása
1941-ben katonai attasé lett Szlovákiában, majd 1942-ben hazahívták, vezérkari ezredessé léptették elő, majd Nagy Vilmos honvédelmi miniszter szárnysegédjeként és irodavezetőjeként szolgált. 1944-ben a VI. hadtest, majd az 1. magyar hadsereg vezérkari főnöke lett. Amikor Horthy Miklós bejelentette a fegyverszüneti proklamációt, Kéri átment a szovjetekhez, és csatlakozott a Moszkvába induló fegyverszüneti küldöttséghez.
1945-ben a Honvédelmi Minisztérium katonai főnöke lett a Dálnoki Miklós Béla vezette Ideiglenes Nemzeti Kormányban, ugyanebben az évben szabotázs vádjával letartóztatták. A bíróság később felmentette a vádak alól, de rendelkezési állományba helyezték. 1949-ben ismét letartóztatták, majd a kistarcsai internálótáborba, később a recski munkatáborba került. Amikor 1953-ban a tábort felszámolták, visszamenőleg 4 év 9 hónapos börtönbüntetésre ítélték. 1954-től 1966-os nyugdíjazásáig csak éjjeliőrként, segédmunkásként, raktárosként és pincemesterként kereshette kenyerét.
1990-ben rehabilitálták, vezérőrnaggyá, majd 1991-ben vezérezredessé léptették elő.

## Közéleti pályafutása
1988-ban alapító elnöke lett a Recski Szövetségnek. Az 1990-es országgyűlési választáson a Magyar Demokrata Fórum jelöltjeként, annak országos listájáról szerzett mandátumot. Az 1990–1994-es országgyűlési ciklus legidősebb tagjaként az alakuló ülés korelnökeként is tevékenykedett. Ennek értelmében az első szabadon választott országgyűlés eskütétele után – lévén, hogy ekkor Szűrös Mátyás tisztsége megszűnt – Göncz Árpád házelnökké választásáig közjogi értelemben másfél órán át Magyarország országfője volt. A honvédelmi bizottság tagja volt. A ciklus vége előtt egy nappal hunyt el.

## Ügynöki tevékenysége
1957 márciusában a Belügyminisztérium állambiztonsági elhárító részlege „Recski” fedőnéven ügynöknek szervezte be. Fő feladata korábbi tiszttársai, főleg Kádár Gyula és Hátszegi Ottó ellenőrzése volt, akik maguk is az állambiztonság ügynökei voltak. A három tiszt általában pozitív és semmitmondó jelentéseket írogatott egymásról, hiszen részint egymás jó barátai, részint pedig tartóiknál képzettebb és műveltebb tisztek voltak. Kérit legkésőbb 1965-ben ki is zárták a hálózatból, azaz megszüntették vele az együttműködést, mivel nem produkált használható anyagokat.

## Kitüntetései
- A Magyar Köztársaság Babérkoszorúkkal Ékesített Zászlórendje (1991)
- A Magyar Köztársasági Érdemrend nagykeresztje (1993)[3]

## Emlékezete
- Emléktáblát állítottak tiszteletére Budapest II. kerületében.

## Művei
- A magyar vezérkari tisztek kiképzése és továbbképzése az 1920–1944 közötti években; 2. bőv. kiad.; Honvédelmi Minisztérium Oktatási és Tudományos Főosztály, Bp., 1992